# Oh my god
『Oh my god』（オー マイ ゴッド）は、韓国のガールズグループ(G)I-DLEの日本2ndミニアルバムである。2020年8月26日にユニバーサルシグマよりリリース予定。また、2020年4月6日にリリースされた(G)I-DLEの3rdミニアルバム「I trust」に収録されている楽曲でもある。

## 概要
前作の「LATATA」から約1年ぶりの新曲リリースとなった。タイトル曲は「Oh my god (Japanese ver.)」である。
タイトル曲は、(G)I-DLE3rdミニアルバム「I trust」のタイトル曲の「Oh my god」の日本語バージョン。拒否、混乱、認知、堂々さの感情を織り交ぜながら、現実とのぶつかり合いを通して、自分自身を信じるということを気付かせてような曲となっている。
カップリングとして2ndデジタルシングル「Uh-Oh」、2ndミニアルバム「I made」のタイトル曲「Senorita」、1stシングル「DUMDi DUMDi」の日本語バージョンが収録されている。
また、メンバーのミンニが作曲した曲「Tung-Tung (Empty)」も収録されている。Tung-Tungとは韓国語で「텅텅」日本語では「空虚」の意。
初回限定盤A・初回限定盤B・通常盤の3形態で発売。初回限定盤AにはMVとメイキングを収録したDVDを付属され、初回限定盤Bにはフォトブックが付属されている。

## 背景とリリース
2020年6月29日、日本2ndミニアルバムのリリースと発売日を発表した。
7月10日、ジャケット写真公開、5曲目を除く収録曲の発表と特設サイトを開設した。
7月17日、8月3日に(G)I-DLE韓国1stシングル「DUMDi DUMDi」のリリースを発表したのと同時に5曲目には「DUMDi DUMDi (Japanese ver.)」を収録することを発表した。
7月21日、J-WAVE「STEP ONE」にて「Oh my god (Japanese ver.)」の音源を初公開した。
7月29日「Oh my god (Japanese ver.)」のリリックビデオを公開した。
8月11日、アルバムのオーディオスニペット映像を公開。
8月12〜17日、ミヨン・ミンニ・スジン・ソヨン・ウギ・シュファの順で「Oh my god (Japanese ver.)」のメンバー別のミュージックビデオのティーザー映像を公開。8月18日、団体のミュージックビデオのティーザー映像を公開。
8月19日、フジテレビ「めざましテレビ」にて世界初公開し、日本時間18時に「Oh my god (Japanese ver.)」のミュージックビデオをYouTubeにて全編公開し、また「Oh my god (Japanese ver.)」のみの先行配信がスタートした。
8月24日、「Oh my god (Japanese ver.)」のミュージックビデオリアクション映像を公開。
8月29日、ユニバーサルミュージックストア限定盤の特典であるオンライントークライブとオンライン通話会を開催予定。

## トラックリスト
| #         | タイトル                        | 作詞                                 | 作曲                            | 編曲                    | 時間  |
| --------- | ------------------------------- | ------------------------------------ | ------------------------------- | ----------------------- | ----- |
| 1.        | 「Oh my god (Japanese ver.)」   | ソヨン・下地悠(日本語訳)             | ソヨン・Yummy Tone              | Yummy Tone・ソヨン      | 3:15  |
| 2.        | 「Uh-Oh (Japanese ver.)」       |                                      | ソヨン・June MooF (153/Joombas) | June MooF (153/Joombas) | 3:27  |
| 3.        | 「Senorita (Japanese ver.)」    |                                      | ソヨン                          | ソヨン・Big Sancho      | 3:17  |
| 4.        | 「Tung-Tung (Empty)」           | ミンニ・FCM Houdin・ソヨン・常楽寺澪 | ミン二・FCM Houdin              | FCM Houdin・ミンニ      | 3:49  |
| 5.        | 「DUMDi DUMDi (Japanese ver.)」 | ソヨン・下地悠(日本語訳)             | ソヨン・Pop Time                | Pop Time・ソヨン        | 3:30  |
| 合計時間: | 合計時間:                       | 合計時間:                            | 合計時間:                       | 合計時間:               | 17:18 |

| #  | タイトル                                | 作詞 | 作曲・編曲 |
| -- | --------------------------------------- | ---- | ---------- |
| 1. | 「Oh my god (Japanese ver.) MV」        |      |            |
| 2. | 「Oh my god (Japanese ver.) MV MAKING」 |      |            |

## リリース歴
| 地域         | 日付          | 規格         | 販売                                        |
| ------------ | ------------- | ------------ | ------------------------------------------- |
| 日本、全世界 | 2020年8月26日 | CD+DVD CD    | ユニバーサルシグマ                          |
| 日本、全世界 | 2020年8月26日 | デジタル配信 | CUBEエンターテインメント ユニバーサルシグマ |